# Antonio Guidi di Bagno
Antonio Guidi di Bagno (Mantova, 22 agosto 1683 – Mantova, 21 dicembre 1761) è stato un vescovo cattolico italiano.

## Biografia
Era figlio di Giovanfrancesco Guidi di Bagno, uomo d'armi al servizio dei Gonzaga, e di Anna Dalmati. Il marchese Antonio fu vescovo di Mantova.
Negli anni di reggenza della diocesi, su sua iniziativa fu realizzata tra il 1756 e il 1761 dal romano Nicolò Baschiera, ingegnere dell'esercito austriaco, l'attuale facciata marmorea del duomo di Mantova. Fece edificare a sue spese la chiesa parrocchiale di Quingentole e fece restaurare il seminario di Mantova.

## Genealogia episcopale
La genealogia episcopale è:
- Cardinale Tolomeo Gallio
- Vescovo Cesare Speciano
- Patriarca Andrés Pacheco
- Cardinale Agostino Spinola
- Cardinale Giulio Cesare Sacchetti
- Cardinale Ciriaco Rocci
- Cardinale Carlo Carafa della Spina, C.R.
- Cardinale Francesco Nerli
- Cardinale Lorenzo Casoni
- Vescovo Antonio Guidi di Bagno